# Кленовий байрак
Кленовий байрак або Рибальська (Рибаковська) балка  —  балка  у центральній частини міста Дніпро. У XVIII ст. відома під назвою Кленова та Войцехова балка (Кленовий байрак), у ХІХст. називалася Рибаковська та Фабрична, у 1910-ті роки — Фельдфебельська, у 1922-1958 роках — Запорізька, у 1958 — 1980-ті рр. балка імені Альберта Войцеховича. Відділяє другий пагорб на якому розташований Центральний (колишній Кіровський) район від третього, де розміщується Чечелівський (колишній Червоногвардійський) район Дніпра.
У 1741-1790 роках в низов'ї балки була частина козацької слободи Половиця, згодом включеної до складу Катеринослава.

Дослідник краю архієпископ Феодосій Макаревський зазначає:
Около 1750 г. по балкамъ—Бобыревой и Войцеховой, гдѣ нынѣ «на фабрикахъ» особое, низменное предмѣстіе г. Екатеринослава, поселилось много холостаго казачества зимовниками и хуторами"
Назву «Рибальська» отримала від цегельних заводів братів Рибакових, що працювали у її верхів'ях в ХІХ столітті.
По дну балки протікала одна з трьох малих річок центральної частини міста (третя Половиця або так звана «Рибаковська канава»), що впадала в річку Половицю (з 1884 року впадає в Жабокряч). Тривалий час річка не мала постійного русла і лише в середині ХІХ ст. була остаточно стабілізована біля вулиці Проточна (після спорудження Англійського клубу перейменована в Клубну, у 1923 — об'єднана з Воскресенською у вулицю Леніна, з 2015 року — знов Воскресенська). Наприкінці 1900-х років річку по всій течії було взято в Запорізький зливовий коллектор.
Протягом ХІХ — початку ХХ століття нижня частина балки була засипана, а вся територія (крім південної частини) — забудована. Із введенням в дію цегельних заводів братів Рибакових та Прозорових виникають слобідки Рибаковська та Прозоровська, де оселилися робітники заводів. Вище заселялися слободи Монастирська (від Тихвинського монастиря) та Безулевська (названа так від заможної міщанки Анастасії Безулевої, що ходила в паломництво до Єрусалиму і була вбита грабіжниками в своєму домі). У балці пролягають вулиці Політехнічна, Миколи Руденка (до 2015 р.- Альберта Войцеховича) та Шебелінська. Угорі західного схилу розташовано Тихвинський монастир. В південній частині у 1960-ті роки було розбито парк ім. Ленінського комсомолу (з 2015 р. — парк «Зелений Гай»). Поруч з парком у 1966 році було побудовано футбольний стадіон «Метеор».
У 1967 р. у кінці вулиці Войцеховича було збудовано третє трамвайне депо, нині найбільше в місті.